# St. Florian (Kottgeisering)

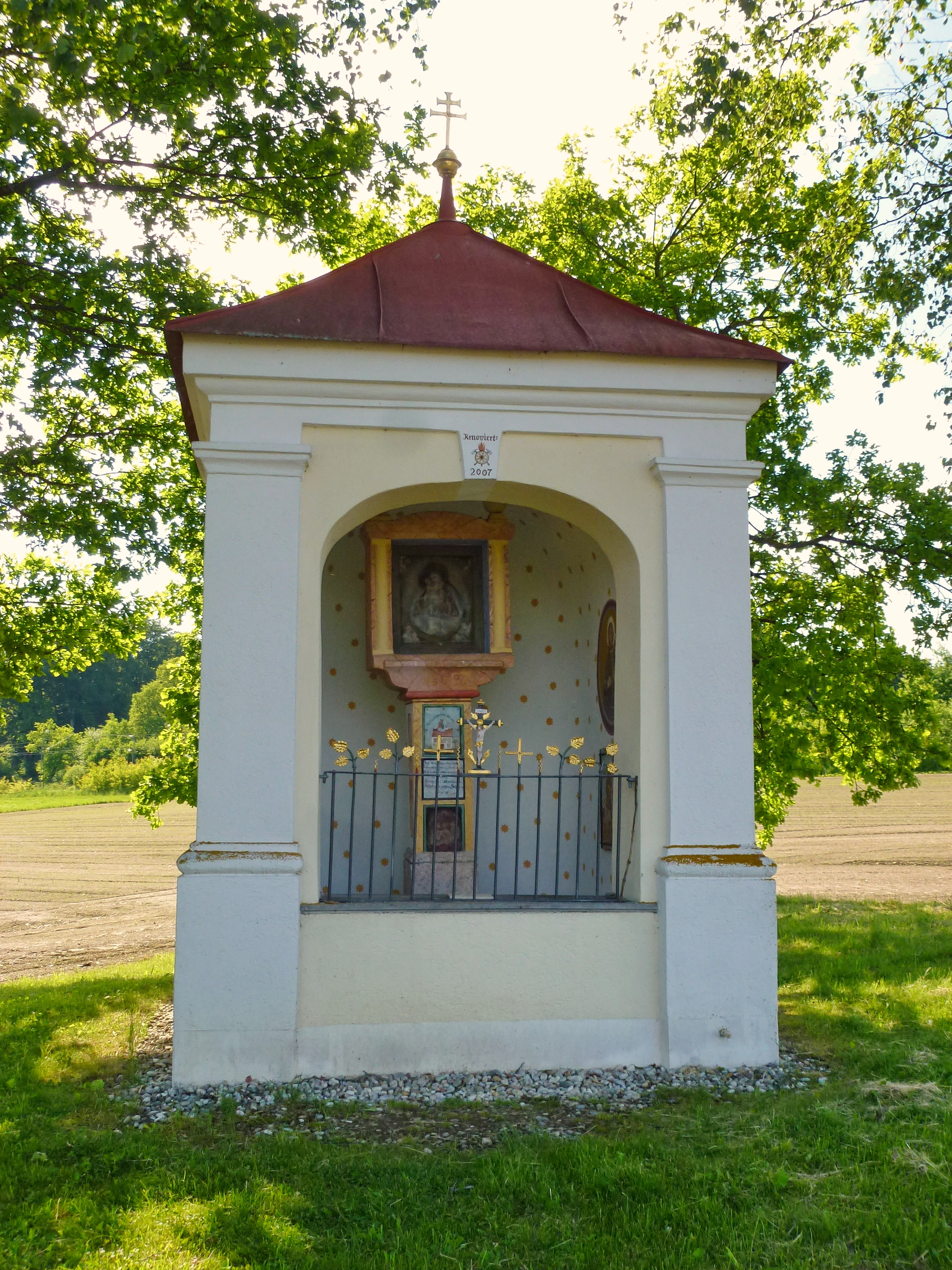
Kapelle St. Florian in Kottgeisering

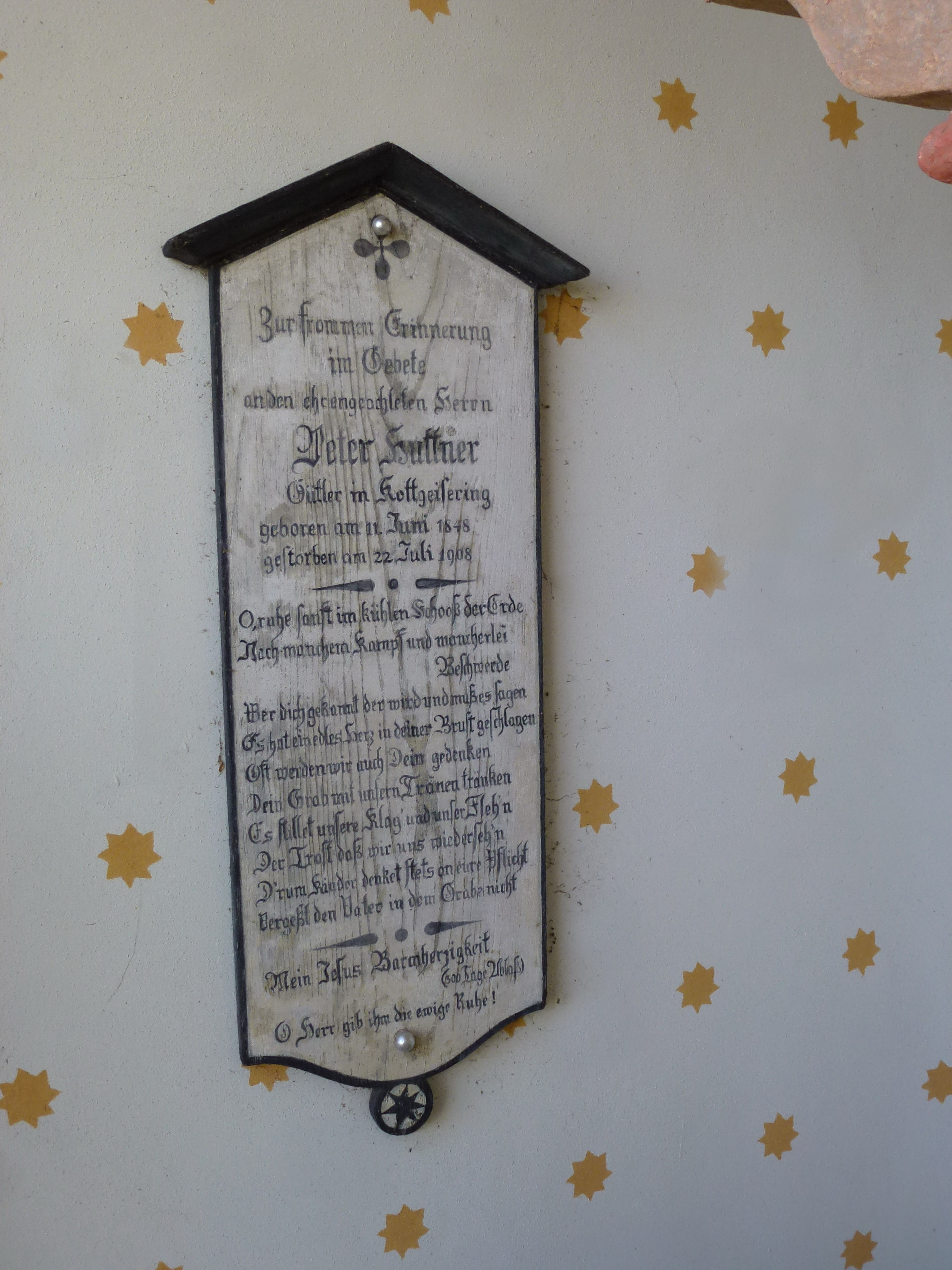
Totenbrett

Die katholische Kapelle St. Florian in Kottgeisering, einer Gemeinde im oberbayerischen Landkreis Fürstenfeldbruck, wurde im 18. Jahrhundert errichtet. Die Kapelle westlich des Ortes ist ein geschütztes Baudenkmal.
Der kleine barocke Giebelbau wurde über einem älteren Bildstock errichtet.